# ONCF DF 100
 (juin 2013).
Si vous disposez d'ouvrages ou d'articles de référence ou si vous connaissez des sites web de qualité traitant du thème abordé ici, merci de compléter l'article en donnant les références utiles à sa vérifiabilité et en les liant à la section « Notes et références ».
Les DF 100 forment une série de locomotives Diesel-électriques  construites pour l'ONCF par Alsthom.

## Description
Elles dérivent des locomotives françaises CC 72000 dont elles se distinguent par une puissance supérieure (2430 kW contre 2250 kW).
La série a été renforcée en 2007 de 6 CC 72000 rachetées à la SNCF : 
les 72003, 72009, 72018, 72020, 72027, et 72085 renumérotées DF 115 à 120.

## Service
Elles étaient initialement chargées de la traction des trains de phosphate entre Safi et Benguerir, mais assuraient aussi la traction de trains plus légers entre Fès et Oujda. Depuis l'électrification de la ligne Safi - Benguerir de 1982 à 1984, les DF 100 ont pris la tête de trains express entre Tanger et Sidi Kacem. Ces trains sont constitués de voitures Corail et d'un fourgon-générateur. La série est rattachée au dépôt de Meknes.
Depuis l'électrification de Tanger - Sidi Kacem, le service a été reporté sur la lignes Nador-Taourirt-Fes et l'usine de Renault à Tanger. Elles y assurent le trafic voyageurs, mais aussi du fret (notamment du fer à béton de la petite aciérie de Selouane vers Fès et l'est marocain).
La série sera retirée du service à la fin de l'année 2018.

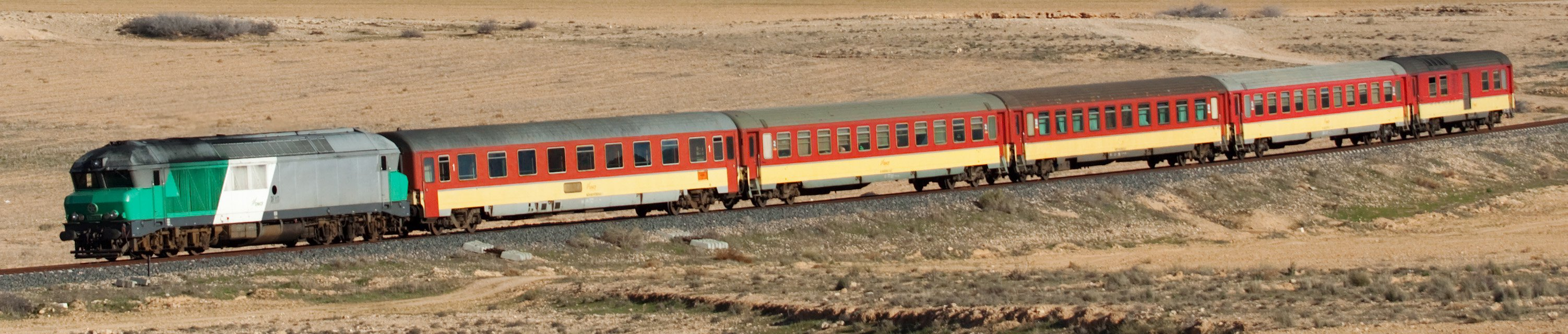
Locomotive DF 117 (ex 72085 de la SNCF encore en livrée Fret SNCF) près de Taourirt avec voitures Corail climatisées et fourgon-générateur.

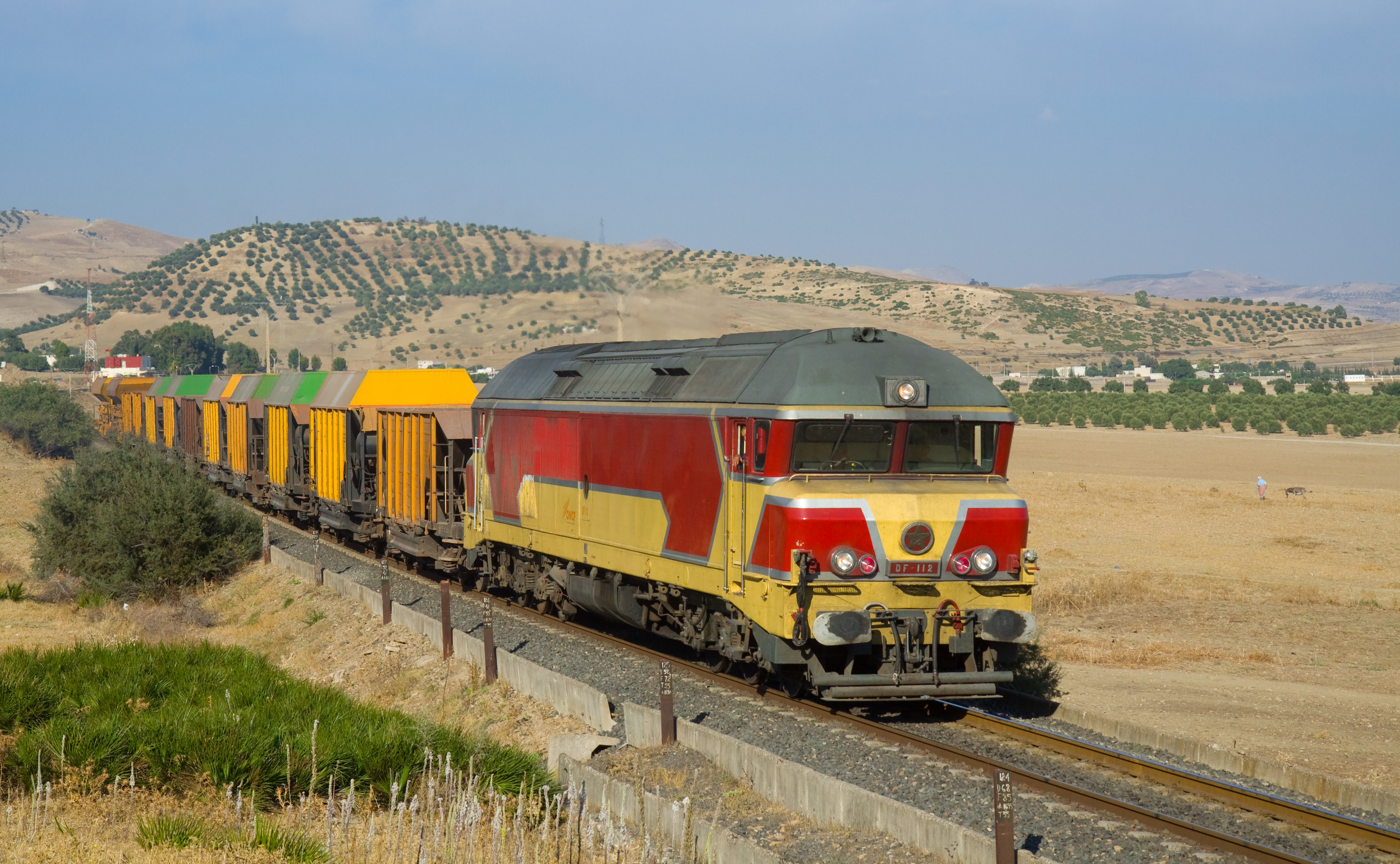
La DF 112 en tête d'un train de ballast en 2011.